# Városi és Elővárosi Közlekedési Egyesület
Városi és Elővárosi Közlekedési Egyesület (zu deutsch Städtischer und vorstädtischer Verkehrsverein, kurz VEKE) ist ein ungarischer Verband für den Stadt- und Vorortsverkehr.

## Organisation
Der Hauptsitz des Vereins liegt in Budapest. Das Ziel des Vereins ist, den Nahverkehr in den ungarischen Städten zu verbessern. Deshalb formiert der Verein lokale Ortsgruppen, die sich mit aktuellen Problemen des Nahverkehrs beschäftigen. Zum Beispiel gibt es auch eine Ortsgruppe in Érd, die sich mit der Verbesserung des Stadtverkehrs und Vorortverkehrs in Érd beschäftigt.
Natürlich kann der Verein mit anderen Organisationen und Behörden zusammenarbeiten, aber nur wenn sie keine politische Ausrichtung haben. 

## Arbeitsgruppen
Die Mitglieder des Vereins betätigen sich in zwei Arbeitsgruppen:
- Arbeitsgruppe der Verkehrsentwicklung

Der Arbeitsprozess der Verkehrsentwicklungspläne braucht viel Zeit und Mitarbeit, um eine bessere Verkehrssituation zu schaffen. 
So machen die Mitglieder verschiedene Konzepte, Planungen, Untersuchungen und Lobbytätigkeiten.
Der Verein organisiert Veranstaltungen, Presseerklärungen fertigt Prospekte und Informationsmaterialien.
- Arbeitsgruppe der Betriebsgeschichte

Diese Arbeitsgruppe beschäftigt sich mit der Geschichte der Nahverhehr in Ungarn. Sie veranstaltet Gedenkentage, macht aufklärende Aktionen. 
Eines ihrer Ziele ist, einen festen und unregelmäßigen Nostalgiebetrieb einzuführen, daher hat sie im Jahr 2004 und 2005 verschiedene Nostalgiefahrten veranstaltet.   
Der Verein hat auch eine Internetseite. Dort führt der Verein die Gestaltung und Entwicklung des Verkehrs in Ungarn und Europa vor.

## Bisherige Ergebnisse in Budapest und Umgebung
- Ab 1. November 2003 wurde die Straßenbahnlinie 41 verlängert. So fährt sie statt bis zum Móricz Zsigmond körtér bis zum Batthányi tér, der auch Endstelle der Straßenbahnlinie 19 ist.
- Ab 1. Juli 2005 wurde der Fahrplan der Buslinien zwischen Érd und Budapest geändert. Seitdem stehen mehr Nachtbusse zur Verfügung.
- Ab 4. Juli 2005 wurde die Buslinie 112 bis zum Kálvin Platz verlängert, damit verfügt die Linie bessere Umsteigemöglichkeiten.
- Am 1. September 2005 wurde der Nachtverkehr in Budapest reformiert. Seither gibt es 29 Nachtlinien, die die ganze Stadt bedienen.
- Ab 29. Oktober 2005 verkehrt die Straßenbahnlinie 52 mit aus Hannover stammenden Gelenktriebwagen der Reihe TW6000. Bisher fuhren hier UV-Züge.
- Am 3. Dezember 2005 erfolgte die Reform des Linienbündels 7. Endstellen und Fahrplan der Grund- und Schnelllinien (mit roter Liniennummer) wurden rationalisiert.
- Im Februar 2006: Bevor das Parameterbuch von BKV Zrt. (Budapester Verkehrs-Gesellschaft) genehmigt worden war, wurden die Vorschläge des VEKE durch die BKV akzeptiert. So hat der Verein Fahrplanänderungen und Linienverkleinerungen abgewendet.

Der Verein hat auch zahlreiche vorbereitende Studien präsentiert. Eine der wichtigsten Studien ist der Vorschlag der U-Bahn-Linie 2 mit der S-Bahn zwischen Gödöllő und Budapest zu verbinden. Wegen Geldmangel und aus politischen Gründen wurde der Vorschlag abgelehnt.

### Weitere wichtige Vorschläge
- Die Zahnradbahn soll in beide Richtungen bis zum Moskauer Platz und bis Normafa verlängert werden.
- Die Straßenbahnlinie 67 und 44 soll nach einer Gleiserneuerung wieder zur Verfügung stehen.
- Die Straßenbahnlinien 14, 47 und 49 sollen bis zum Nyugati tér (Westbahnhof) fahren. Dann würde sie wieder eine direkte Straßenbahnverbindung zwischen Nord- und Südpest bilden.
- Der Verein beschäftigt sich auch mit Plänen des Ausbaus des S-Bahn-Verkehrs in der Region.